# Чемпіонат світу з кросу
Чемпіонат світу з кросу (англ. World Athletics Cross Country Championships) — світова першість з бігу пересіченою місцевістю, яка є найпрестижнішим змаганням з кросового бігу в світі.

## Історія
Попередником чемпіонату світу з кросу був Крос Націй (англ. International Cross Country Championships), яке проводилось щорічно упродовж 1898—1972 (з перервами в окремі роки) Міжнародною спілкою з кросового бігу (англ. International Cross Country Union). 1971 року Конгресом Міжнародної спілки з кросового бігу було прийнято рішення про передачу змагань під егіду ІААФ, яка проводила їх вже як «чемпіонат світу з кросу» щорічно до 2011, а після 2011 — раз на два роки.
Починаючи з 1973, до програми чемпіонату входили три особисто-командні види змагань — серед чоловіків і жінок, а також серед юніорів. Починаючи з 1989, до них приєдналися юніорки. Важлива зміна в регламенті проведення чемпіонату світу з кросу відбулася 1997 року: вперше кросмени, які увійшли до шісток найкращих серед чоловіків і жінок, отримали призові гроші — від 40 000 доларів США за перше місце до 5000 — за шосте. У 2001 році призові суми від ІААФ були дещо зменшені.
Ще одна зміна у програмі чемпіонатів світу сталася 1998 року — і у чоловіків, і у жінок з'явилася друга дистанція — коротка. Втім, у кросі, на відміну від стадіону, довжина дистанції — поняття відносне. Протягом 25 років чоловіки змагалися на дистанції, що дорівнює 12 км, частіше трохи довше, рідше коротше, а от у жінок «розкид» довжини дистанції був дуже суттєвим — від 3,9 до 6,6 км. Поява другої дистанції зробила програму змагань різноманітнішою. Чоловіки стали змагатися на дистанціях 4 та 12 км, а жінки — 4 та 8 км, у юніорів (змагання проводяться з 1973) дистанція одна — 8 км, у юніорок (з 1989) — 6 км. Природно, ці цифри округлені, тому що на пересіченій місцевості трасу точно виміряти вкрай складно. Нарешті, у 2007 році в ІААФ вирішили повернутися до колишньої програми, в якій залишилося по одній кросовій дистанції у чоловіків та жінок.
2017 року були також визначені перші в історії чемпіони світу в змішаному естафетному бігу, де у складі кожної команди брали участь по двоє чоловіків та жінок.

## Формат
У змаганнях беруть участь легкоатлети, які представляють національні федерації, що входять до Світової легкої атлетики.
Програма чемпіонату включає 6 забігів, по одному для спортсменів однієї статі кожної вікової категорії (дорослі та юніори), та змішану естафету. Від однієї країни в кожному забігу можуть вийти на старт до 6 спортсменів. Крім розіграшу індивідуальних нагород, розігрується командна першість для чоловіків та жінок в межах кожної вікової категорії. Загалом, на чемпіонаті світу з кросу вручається 9 комплектів нагород.
Місце кожної країни у командному заліку визначається сумою місць, які посіли перші чотири спортсмени цієї країни. У разі рівності сум місць у двох або більше команд, у загальному заліку вище розташовується та команда, атлет якої посів перше або найближче до першого місце у особистому заліку. Всі атлети країни, яка посіла 1-3 місця в межах командної першості, за умови фінішування на дистанції отримують «командні» медалі. Така практика вручення «командних» нагород існує з 2008. До 2008 медалями в командному заліку нагороджувались також і ті спортсмени, які не дістались фінішу.
Зазвичай траси змагань прокладаються як кругові у парках, приміських рекреаційних зонах тощо. Довжина кола зазвичай становить біля 2 км. Дистанції є різними для кожної вікової категорії та їх довжина залежить від рельєфу місцевості, де розташовані траси. Загальноприйнятою є орієнтовна довжина дистанції 10 км для спортсменів та спортсменок дорослої вікової категорії, 8 км — для юніорів та 6 км — для юніорок.

## Чемпіонати
| Рік  | Місто-господар | Дата          |
| ---- | -------------- | ------------- |
| 1973 | Варегем        | 17 березня    |
| 1974 | Монца          | 16 березня    |
| 1975 | Рабат          | 16 березня    |
| 1976 | Чепстоу        | 28 лютого     |
| 1977 | Дюссельдорф    | 20 березня    |
| 1978 | Глазго         | 25 березня    |
| 1979 | Лімерик        | 25 березня    |
| 1980 | Париж          | 9 березня     |
| 1981 | Мадрид         | 28 березня    |
| 1982 | Рим            | 21 березня    |
| 1983 | Гейтсхед       | 20 березня    |
| 1984 | Нью-Йорк       | 25 березня    |
| 1985 | Лісабон        | 24 березня    |
| 1986 | Невшатель      | 23 березня    |
| 1987 | Варшава        | 22 березня    |
| 1988 | Окленд         | 26 березня    |
| 1989 | Ставангер      | 19 березня    |
| 1990 | Екс-ле-Бен     | 25 березня    |
| 1991 | Антверпен      | 24 березня    |
| 1992 | Бостон         | 21 березня    |
| 1993 | Аморебієта     | 23 березня    |
| 1994 | Будапешт       | 26 березня    |
| 1995 | Дарем          | 25 березня    |
| 1996 | Кейптаун       | 23 березня    |
| 1997 | Турин          | 23 березня    |
| 1998 | Марракеш       | 21-22 березня |
| 1999 | Белфаст        | 27-28 березня |
| 2000 | Віламура       | 18-19 березня |
| 2001 | Остенде        | 24-25 березня |
| 2002 | Дублін         | 23-24 березня |
| 2003 | Лозанна        | 29-30 березня |
| 2004 | Брюссель       | 20-21 березня |
| 2005 | Сен-Гальм'є    | 19-20 березня |
| 2006 | Фукуока        | 1-2 квітня    |
| 2007 | Момбаса        | 24 березня    |
| 2008 | Единбург       | 30 березня    |
| 2009 | Амман          | 28 березня    |
| 2010 | Бидгощ         | 28 березня    |
| 2011 | Пунта-Умбрія   | 20 березня    |
| 2013 | Бидгощ         | 24 березня    |
| 2015 | Гуйян          | 28 березня    |
| 2017 | Кампала        | 26 березня    |
| 2019 | Орхус          | 30 березня    |
| 2023 | Батерст        | 18 лютого     |
| 2024 | Белград        | 30 березня    |
| 2026 | Таллахассі     |               |

## Медалісти
Рекордсменом за кількістю здобутих на чемпіонатах медалей (27) серед чоловіків є ефіоп Кененіса Бекеле, який упродовж 1999—2008 виборов у межах особистої та командної першостей 16 золотих, 9 срібних та дві бронзові нагороди. У жінок мультимедальний рекорд належить також представниці Ефіопії Веркнеш Кідане, в активі якої 21 нагорода різного гатунку, зароблені упродовж 1997—2010.